# Tatjána
A Tatjána női név, mely a latin Tatianus férfinévből származik, ami az ismeretlen eredetű és jelentésű Tatius továbbképzése, így a Tatjána jelentése Tatius családjához tartozó.

## Rokon nevek
- Tácia:[1] a Tatius férfinév női párja.[2]
- Taciána:[1] a Tatianus férfinév női párja.[2]
- Tánya:[1] a Tatjána orosz becenevéből önállósult.[2]

## Gyakorisága
Az 1990-es években a Tatjána, Tácia, Taciána és a Tánya szórványos név volt, a 2000-es években nem szerepelnek a 100 leggyakoribb női név között.

## Névnapok
Tatjána, Tánya
- január 12.[2]
- április 22.[2]

Tácia
- január 8.[2]
- április 22.[2]

Taciána
- január 30.[2]

## Híres Tatjánák, Táciák, Taciánák és Tányák
- Tania Raymonde amerikai színésznő
- Tanya Byron brit pszichológus
- Tanya Grotter, a Tanya Grotter című fantasztikus ifjúsági regény-sorozat főszereplője, amely a Harry Potter oroszországi plágiuma
- Tanya Stephens jamaicai énekesnő
- Tatyjana Alekszandrovna Navka orosz műkorcsolyázó, jégtáncos
- Tatyjana Ivanovna Totymjanyina orosz műkorcsolyázó
- Tatjana Malek német teniszezőnő
- Tatjana Pucsek fehérorosz teniszezőnő
- Tatyjana Konsztantyinovna Romanova orosz hercegnő
- Tatyjana Nyikolajevna Romanova orosz nagyhercegnő
- Tatiana Golovin orosz származású francia teniszezőnő
- Tatiana Troina fehérorosz kosárlabdázó
- Mártír Szent Taciána 3. századi római keresztény vértanú, Oroszországban a tanulás és a diákok védőszentje
- Tatyjana Jevgenyjevna Hmirova világbajnok orosz kézilabdázó